# Zentropa
Zentropa är ett danskt film- och produktionsbolag som grundades av Peter Aalbæk Jensen och Lars von Trier 1992.
Bolaget som också står bakom filmregissörer som Per Fly, Lukas Moodysson och Susanne Bier ägs sedan 2008 delvis av Nordisk Film.

## Filmer i urval
- Breaking the Waves (1996)
- Dancer in the Dark (2000)
- Dogville (2003)
- Bröder (2004)
- Manderlay (2005)
- Melancholia (2011)
- En runda till (2020)